# Альт-Шверин
Альт-Шверин (нем. Alt Schwerin) — община в Германии, в земле Мекленбург-Передняя Померания.
Входит в состав района Мюриц. Подчиняется управлению Амт Мальхов. Население составляет 564 человека (на 31 декабря 2010 года). Занимает площадь 44,56 км².
Рядом с общиной расположены озёра Плауэр-Зе и Древитцер-Зе.